# Листовка

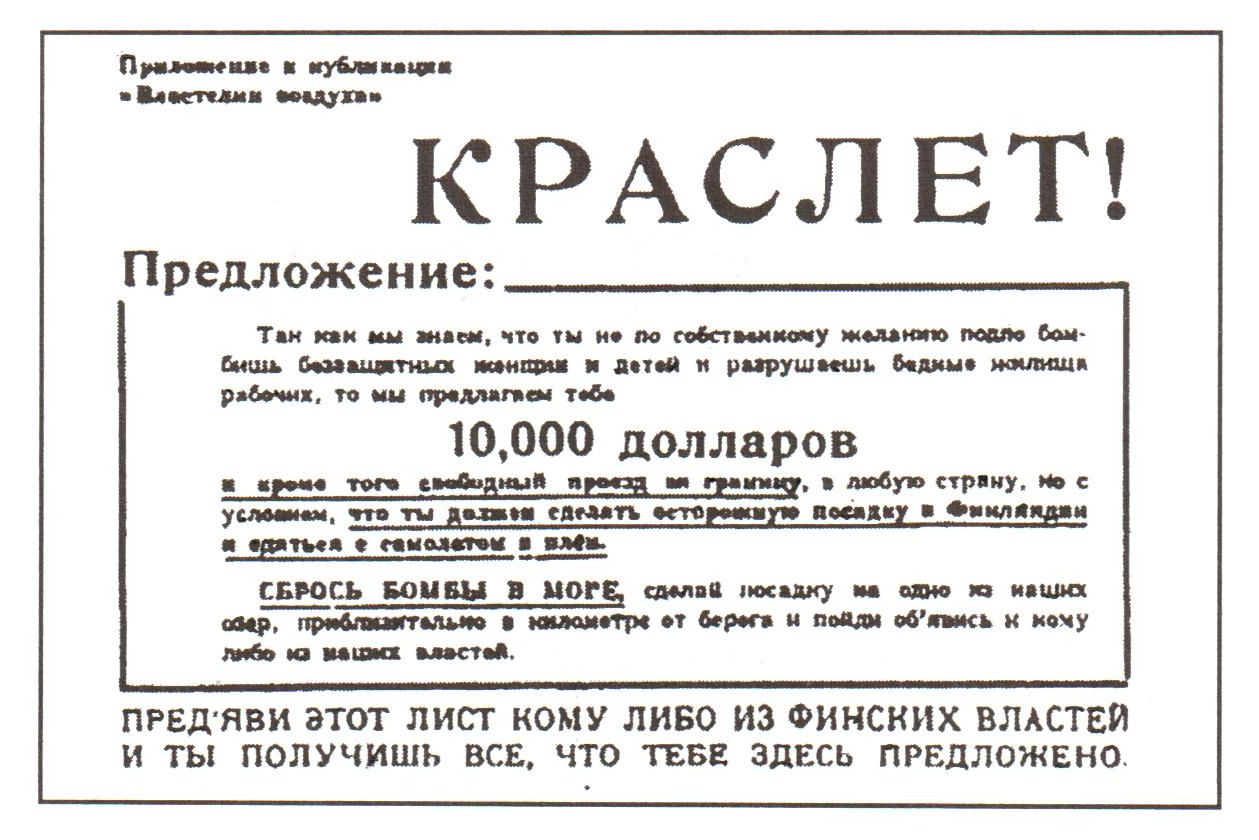
Финская листовка (1939 год), обещавшая 10 000 долларов советским лётчикам за сданный финнам самолёт (советско-финская война).

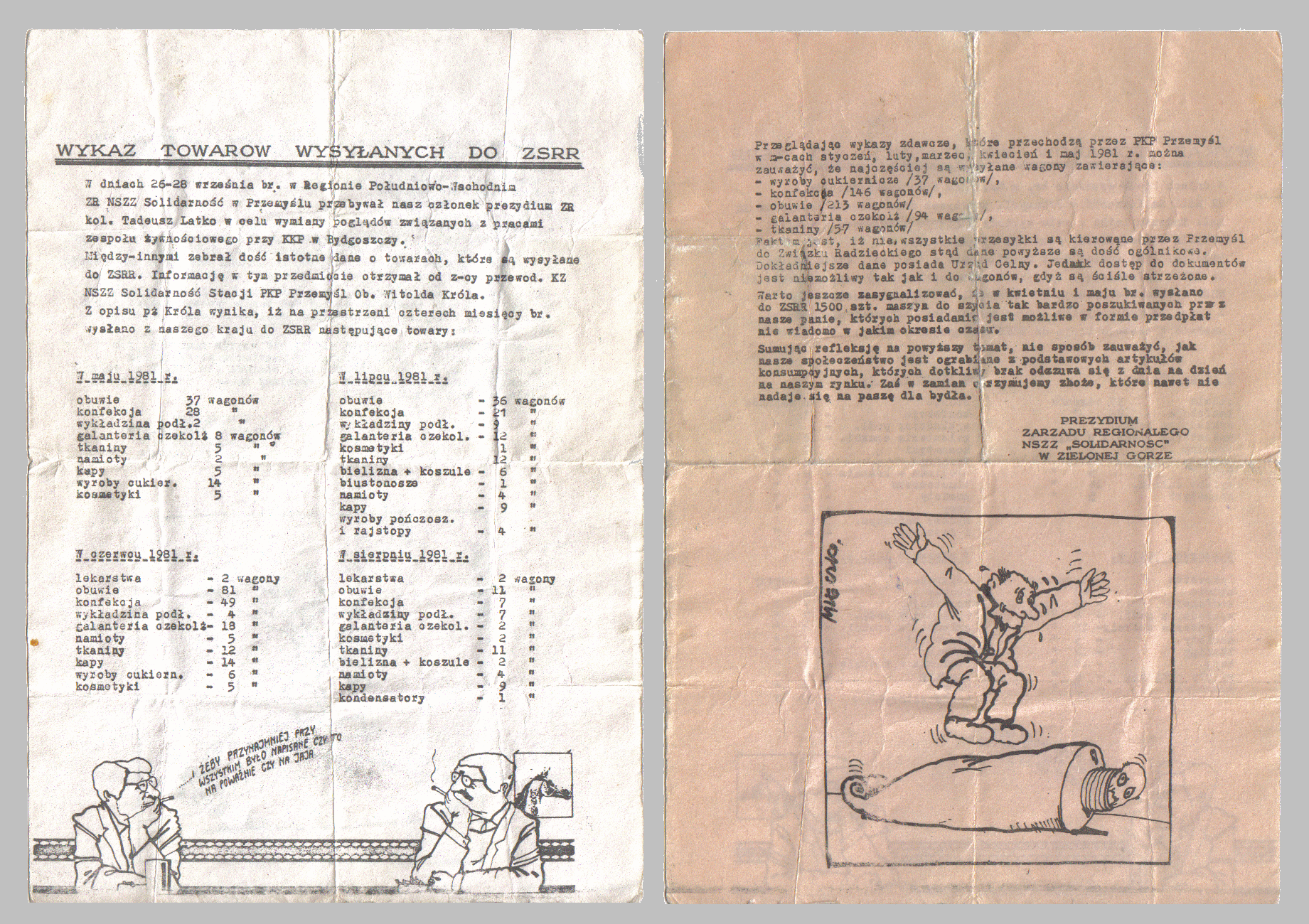
Листовка профсоюза «Солидарность» (1981)

Листо́вка — вид агитационно-политической или информационной литературы, лист бумаги с текстом и иногда с иллюстрациями.
Листовки применяются в революционной деятельности, политических кампаниях, во время военных действий. Листовки подкладываются, передаются из рук в руки, разбрасываются с самолётов, а также расклеиваются.

## История
Листовки применялись с давних времён, вначале как средство распространения информации, обычно политической или другой общественно-значимой: религиозной, военной и пр. Применялись в своё время для распространения официальных правительственных распоряжений.
Несмотря на то, что первые формы листовок («подмётные письма» и «прелестные грамоты») существовали и в рукописном виде, листовки как массовое явление появились вскоре после изобретения книгопечатания и по мере роста грамотности населения. Первоначально именно в этом виде издавались правительственные распоряжения. Но уже во время Крестьянской войны в Германии в 1524—1526 гг. распространялись агитационные листовки (см., напр., дело о листовках).

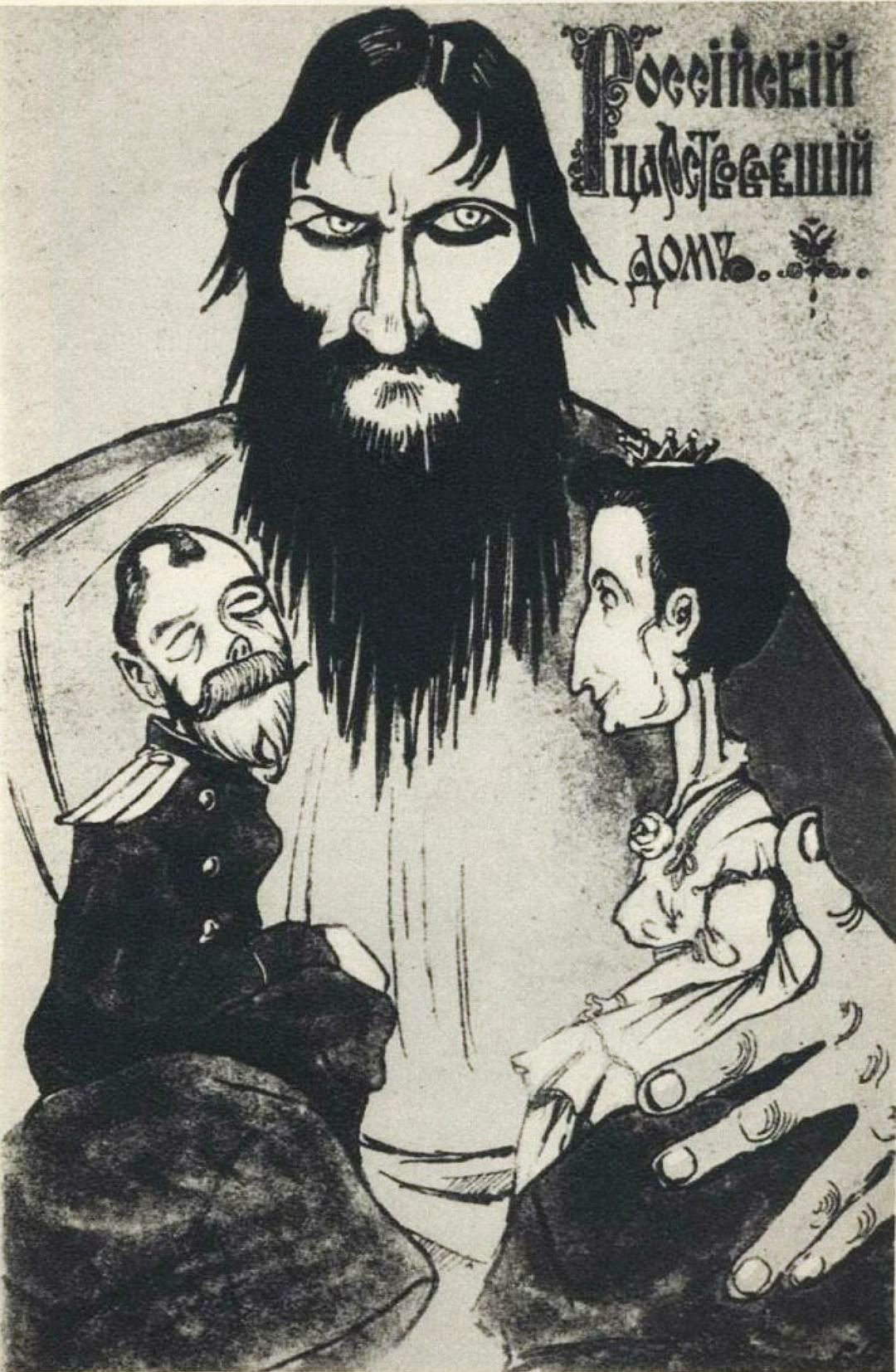
Антимонархическая листовка. Распутин, Николай II и Александра Фёдоровна

В XVIII—XX веках листовка стала одной из постоянных форм массовой революционной пропаганды, а также широко использовались в предвыборной борьбе буржуазных партий. В военное время, особенно в годы Первой и Второй мировых войн, листовки выпускались правительствами и военным командованием.
Примеры издания листовок в России (применялись также термины «летучие издания», «листки») известны, например, во время войны 1812 года — правительство издавало в этой форме манифесты, указы и обращения к населению.
Любопытно, что во времена низкой грамотности населения листовки иногда выпускались без текста (например, в виде карикатур). Таковы, например, русские листовки антифранцузского содержания, распространявшиеся во время Наполеоновских войн.
Вольная русская типография в Лондоне выпускала листовки, называемые в то время «прокламациями». На разночинском этапе освободительного движения таковые прокламации издавали «Земля и воля» 1860—1870-х годов, «Народная воля». Осуществляли как самостоятельное издание, так и заказ за рубежом тиражей листовок первые рабочие кружки и другие революционные организации.
Листовки активно использовал Петербургский «Союз борьбы за освобождение рабочего класса» (1895); революционные листовки массово выпускались во время революции 1905—1907 годов, а также в процессе подготовки и проведения революций 1917 и в годы Гражданской войны.

## Современная рекламная функция

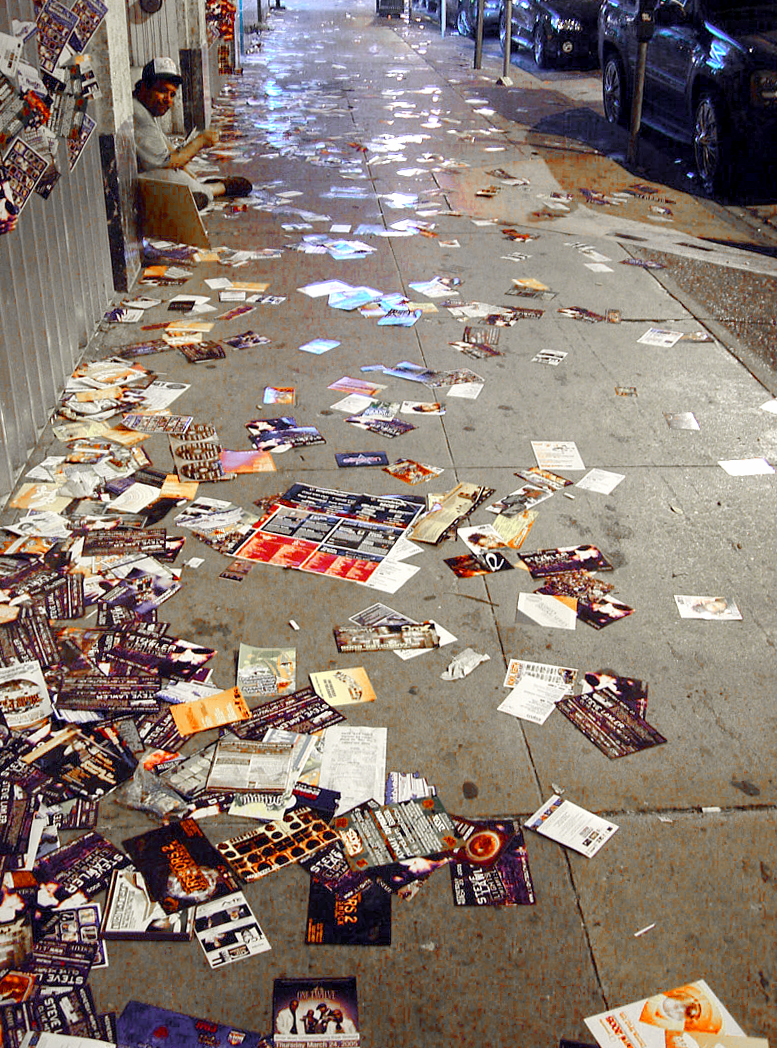
Флаеры, разбросанные перед ночным клубом

С развитием технологий печати, СМИ и рекламной отрасли, стала преобладать рекламная функция листовки. В современной полиграфии и рекламе под листовкой понимают лист, обычно с односторонним расположением сообщения, формата А4 (210×297 мм). Близкие родственники листовки — буклет (двухсторонняя листовка, сложенная для удобства в 2—3 раза), флаер (маленькая листовка), наклейка (самоклеящаяся листовка, так называемый стикер) и другие.
Листовки являются широко используемым рекламным материалом. Методы и способы их распространения различны: их раздают на улице, рассылают по почте, распространяют через специальные раздаточные стойки.

## В культуре
Во времена Смуты на улицах Москвы появилось пространное подмётное письмо, получившее в позднейшей литературе название «Новой повести» и призывавшее русских людей объединиться для борьбы с врагами.

## В искусстве
- В кинофильмах о революционерах герои часто разбрасывают листовки жаждущей толпе, пока их не скрутят жандармы. Именно эта сцена — кульминационная в романе Горького «Мать».
- В вестернах (например, в «Рио Браво») листовки с объявлениями о наградах за поимку преступников являются важным элементом сюжета, выполняя, по сути, роль современных СМИ.
- В песне Егора Летова («Гражданская оборона») «Как листовка» из акустического альбома «Вершки и корешки» фигурирует образ листовки[3].